# Milići (Banovići)
Milići es un pueblo de la municipalidad de Banovići, en el cantón de Tuzla, Bosnia y Herzegovina.

## Superficie
Posee una superficie de 3,68 kilómetros cuadrados.

## Demografía
Hasta 2013 la población era de 185 habitantes, con una densidad de población de 50,3 habitantes por kilómetro cuadrado.